# 1925-ös Giro d’Italia
Az 1925-ös Giro d’Italia volt az olasz körverseny tizenharmadik kiírása. A verseny május 16-án kezdődött és június hetedikén ért véget. A verseny egyaránt Milánóban kezdődött és fejeződött be.
A győztes a korszak legnagyobb versenyzője, Alfredo Binda lett.

## Szakaszok
| #  | Honnan    | Hová      | km  | Szakaszgyőztes                  | Összetettben élen álló          |
| 1  | Milánó    | Torino    | 278 | Pietro Linari Olaszország       | Pietro Linari Olaszország       |
| 2  | Torino    | Arenzano  | 279 | Costante Girardengo Olaszország | Costante Girardengo Olaszország |
| 3  | Arenzano  | Pisa      | 315 | Pierino Bestetti Olaszország    | Costante Girardengo Olaszország |
| 4  | Pisa      | Róma      | 337 | Costante Girardengo Olaszország | Costante Girardengo Olaszország |
| 5  | Róma      | Nápoly    | 260 | Gaetano Belloni Olaszország     | Alfredo Binda Olaszország       |
| 6  | Nápoly    | Bari      | 314 | Alfredo Binda Olaszország       | Alfredo Binda Olaszország       |
| 7  | Bari      | Benevento | 234 | Costante Girardengo Olaszország | Alfredo Binda Olaszország       |
| 8  | Benevento | Sulmona   | 275 | Giovanni Brunero Olaszország    | Alfredo Binda Olaszország       |
| 9  | Sulmona   | Arezzo    | 376 | Costante Girardengo Olaszország | Alfredo Binda Olaszország       |
| 10 | Arezzo    | Forlì     | 224 | Costante Girardengo Olaszország | Alfredo Binda Olaszország       |
| 11 | Forlì     | Verona    | 318 | Costante Girardengo Olaszország | Alfredo Binda Olaszország       |
| 12 | Verona    | Milánó    | 307 | Gaetano Belloni Olaszország     | Alfredo Binda Olaszország       |

## Az egyes szakaszok eredményei

### 1. szakasz
- május 16.: Milánó–Torino – 278,7 km

| # | Versenyző       | Csapat | Idő      |
| - | --------------- | ------ | -------- |
| 1 | Pietro Linari   | LEG    | 9.42'43" |
| 2 | Gaetano Belloni | WOL    | a.i.     |
| 3 | Alfredo Binda   | LEG    | a.i.     |

### 2. szakasz
- május 18.: Torino–Arenzano – 279,2 km

| # | Versenyző           | Csapat | Idő      |
| - | ------------------- | ------ | -------- |
| 1 | Costante Girardengo | WOL    | 9.58'30" |
| 2 | Alfredo Binda       | LEG    | a.i.     |
| 3 | Giovanni Brunero    | LEG    | a.i.     |

### 3. szakasz
- május 20.: Arenzano–Pisa – 315 km

| # | Versenyző           | Csapat | Idő       |
| - | ------------------- | ------ | --------- |
| 1 | Pietro Bestetti     | WOL    | 11.58'50" |
| 2 | Alfredo Binda       | LEG    | a.i.      |
| 3 | Costante Girardengo | WOL    | a.i.      |

### 4. szakasz
- május 22.: Pisa–Róma – 337,1 km

| # | Versenyző           | Csapat | Idő       |
| - | ------------------- | ------ | --------- |
| 1 | Costante Girardengo | WOL    | 13.45'30" |
| 2 | Gaetano Belloni     | WOL    | a.i.      |
| 3 | Alfredo Binda       | LEG    | a.i.      |

### 5. szakasz
- május 24.: Róma–Nápoly – 260 km

| # | Versenyző       | Csapat | Idő       |
| - | --------------- | ------ | --------- |
| 1 | Gaetano Belloni | WOL    | 10.30'10" |
| 2 | Alfredo Binda   | LEG    | a.i.      |
| 3 | Pietro Bestetti | WOL    | a.i.      |

### 6. szakasz
- május 26.: Nápoly–Bari – 314,2 km

| # | Versenyző           | Csapat | Idő       |
| - | ------------------- | ------ | --------- |
| 1 | Alfredo Binda       | LEG    | 13.04'40" |
| 2 | Costante Girardengo | WOL    | a.i.      |
| 3 | Gaetano Belloni     | WOL    | a.i.      |

### 7. szakasz
- május 28.: Bari–Benevento – 234,9 km

| # | Versenyző           | Csapat | Idő      |
| - | ------------------- | ------ | -------- |
| 1 | Costante Girardengo | WOL    | 9.19'49" |
| 2 | Gaetano Belloni     | WOL    | a.i.     |
| 3 | Giovanni Brunero    | LEG    | a.i.     |

### 8. szakasz
- május 30.: Benevento–Sulmona – 275 km

| # | Versenyző           | Csapat | Idő       |
| - | ------------------- | ------ | --------- |
| 1 | Giovanni Brunero    | LEG    | 11.32'06" |
| 2 | Costante Girardengo | WOL    | +21"      |
| 3 | Alfredo Binda       | LEG    | a.i.      |

### 9. szakasz
- június 1.: Sulmona–Arezzo – 376,8 km

| # | Versenyző           | Csapat | Idő       |
| - | ------------------- | ------ | --------- |
| 1 | Costante Girardengo | WOL    | 15.33'55" |
| 2 | Pietro Bestetti     | WOL    | a.i.      |
| 3 | Gaetano Belloni     | WOL    | a.i.      |

### 10. szakasz
- június 3.: Arezzo–Forlì – 224,3 km

| # | Versenyző           | Csapat | Idő      |
| - | ------------------- | ------ | -------- |
| 1 | Costante Girardengo | WOL    | 7.54'17" |
| 2 | Gaetano Belloni     | WOL    | a.i.     |
| 3 | Giovanni Brunero    | LEG    | a.i.     |

### 11. szakasz
- június 5.: Forlì–Verona – 318 km

| # | Versenyző           | Csapat | Idő       |
| - | ------------------- | ------ | --------- |
| 1 | Costante Girardengo | WOL    | 12.17'19" |
| 2 | Alfredo Binda       | LEG    | a.i.      |
| 3 | Gaetano Belloni     | WOL    | a.i.      |

### 12. szakasz
- június 7.: Verona–Milánó – 307,9 km

| # | Versenyző           | Csapat | Idő       |
| - | ------------------- | ------ | --------- |
| 1 | Gaetano Belloni     | WOL    | 12.11'29" |
| 2 | Costante Girardengo | WOL    | a.i.      |
| 3 | Alfredo Binda       | LEG    | a.i.      |

## Végeredmény
| #  | Versenyző            | Csapat | Idő        |
| -- | -------------------- | ------ | ---------- |
| 1  | Alfredo Binda        | LEG    | 137.31'13" |
| 2  | Costante Girardengo  | WOL    | +4'58"     |
| 3  | Giovanni Brunero     | LEG    | +7'22"     |
| 4  | Gaetano Belloni      | WOL    | +26'29"    |
| 5  | Nello Ciaccheri      | LEG    | +37'57"    |
| 6  | Ermanno Vallazza     | LEG    | +1.00'27"  |
| 7  | Pietro Bestetti      | WOL    | +1.15'10"  |
| 8  | Gianbattista Gilli   | IND    | +1.25'18"  |
| 9  | Giovanni Trentarossi | IND    | +1.40'45"  |
| 10 | Pasquale Di Pietro   | IND    | +2.31'23"  |